# Franco Frattini
Franco Frattini (født 14. marts 1957 i Rom, død 24. december 2022) var en italiensk politiker, der bl.a. var landets udenrigsminister, valgt for partiet Il Popolo della Libertà. Han var fra 2004 til november 2008 Europa-Kommissær for justits, frihed og sikkerhed og en af de fem næstformænd for Barroso-kommissionen.
Frattini blev kandidat i jura i 1979 og arbejdede derefter som statsadvokat og fra 1984 som dommer. 
Politisk begyndte han sin karriere i det Partito Socialista Italiano, sluttede sig senere til Forza Italia, der i 2009 indgik i Il Popolo della Libertà. Han var minister for offentlige anlæg og regionalpolitik i Lamberto Dinis midterregering fra 1995 til 1996 og blev derefter valgt til deputeretkammeret for Forza Italia. Fra 2002 til 2004 var han udenrigsminister i Silvio Berlusconis regering. Han gik af, da han i november 2004 blev nomineret til at blive næstformand for Europa-Kommissionen og kommissær for justits, frihed og sikkerhed. Italiens oprindelige kandidat, Rocco Buttiglione, var ikke blevet godkendt af Europa-Parlamentet. Da Berlusconi genvandt premierministerposten i maj 2008 gik han af som kommissær og blev atter udenrigsminister.